# Gamera vs. Viras
Gamera vs. Viras (ガメラ対宇宙怪獣バイラス, Gamera tai Uchu Kaijū Bairasu, Gamera versus Outer Space Monster Bairasu) is een Japanse film, en de vierde van de Gamerafilms. De regie was in handen van Noriaki Yuasa.

## Verhaal
Een buitenaards ras genaamd de "Virans" onderneemt een poging de aarde te veroveren, maar voor ze goed en wel kunnen beginnen wordt hun eerste schip aangevallen en vernietigd door Gamera. De Virans laten het niet bij deze mislukte poging, en keren terug met een tweede ruimteschip. Ditmaal zijn ze Gamera te snel af, en plaatsten een apparaat op zijn lichaam waarmee ze hem kunnen beheersen.
De Virans gebruiken Gamera als wapen om Japan aan te vallen. Tevens ontvoeren ze twee kinderen. Wanneer ze Gamera het bevel geven de kinderen te doden, breekt hij los uit hun controle. In een laatste wanhoopspoging fuseren alle virans tot een groot wezen genaamd Viras. Gamera en Viras vechten het uit, en uiteindelijk dood Gamer Viras door hem de stratosfeer in te vliegen waar het monster stikt.

## Rolverdeling
| Acteur          | Personage                |
| --------------- | ------------------------ |
| Kojiro Hongo    | Scout Master Mr. Shimida |
| Toru Takatsuka  | Masao Nakaya             |
| Carl Craig      | Jim Crane                |
| Peter Williams  | Dr. Dobie                |
| Carl Clay       | Carl Crane               |
| Michiko Yaegaki | Girl Scout               |
| Mari Atsumi     | Junko Aoki               |
| Junko Yashiro   | Masako Shibata           |

## Achtergrond
De film werd ook uitgebracht in Amerika. Daar kreeg de film de naam Destroy All Planets, om zo mee te liften op het succes van Toho’s film Destroy All Monsters.

## Trivia
- Beeldmateriaal van deze film werd later herbruikt in Gamera: Super Monster.